# Земанчик, Ян
Ян Земанчик (словац. Jan Zemantsek; 1752, с. Старина — 19 июня 1825, Вена) — польский физик и математик, профессор и ректор Львовского университета (1803-1804).

## Биография
Родился в 1752 году в селе Старина (ныне округ Стара Любовня, Словакия). Учился в университете города Пешт и как выпускник университета в 1786-1787 году был адъюнктом на кафедре математики. Пытался получить стипендию для продолжения учебы в Геттингенском университете.
В 1787 году Ян Земанчик декретом императорской канцелярии назначен преподавателем физики в институте «Studium Ruthenum» при Львовском университете. С 1791 года он преподавал физику и на латинском философском факультете. В 1794 году стал обычным профессором кафедры физики на философском факультете, одновременно продолжал читать лекции в «Studium Ruthenum», где языком преподавания был русский. Организовал замечательный физический кабинет, за что получил правительственную награду. После отъезда Петра Лодия в Краков в 1801 году Ян Земанчик читал математику в «Studium Ruthenum». В 1795-1796 году он был деканом философского факультета, а в 1803 году академический сенат избрал его на должность ректора университета на следующий учебный год.
В 1805 году после объединения Львовского университета с Краковским Ян Земанчик со многими профессорами переехал в Краков. С 1805 до 1809 года работал профессором физики и в 1806-1807 учебном году занимал должность декана философского факультета Ягеллонского университета. В 1811-1812 годах был профессором физики в лицее г. Линц, в 1813-1822 годах — профессор физики и механики Венского университета.
Умер 19 июня 1825 года в Вене.